# Jean Facchinetti
Jean Facchinetti (Neuchâtel, 26 gennaio 1904 – Neuchâtel, 4 febbraio 1965) è stato un calciatore svizzero, di ruolo difensore.

## Carriera

### Club
Ha sempre giocato nel campionato svizzero.

### Nazionale
Con la Nazionale ha partecipato ai Giochi Olimpici nel 1928.